# Senado de Nigeria
El Senado es la cámara alta del sistema bicameral del legislativo de Nigeria, la Asamblea Nacional. La Asamblea Nacional (comúnmente conocida como NASS) es el órgano legislativo de la nación y tiene el poder de crear leyes, como se resume en el capítulo uno, sección cuatro de la Constitución de Nigeria de 1999. La cámara baja es la Cámara de Representantes.
El Presidente del Senado es el funcionario encargado de presidir el Senado, cuya función principal es guiar y regular los procedimientos en el Senado. El Presidente del Senado es el segundo en la línea de sucesión presidencial de Nigeria. Es asistido por el vicepresidente del Senado. El actual Presidente del Senado es  Godswill Akpabio y el actual Vicepresidente del Senado es Barau Jibrin, ambos miembros del APC. El Presidente del Senado y su Vicepresidente también son asistidos por funcionarios principales, incluido el Líder de la Mayoría, el Sublíder de la Mayoría, el Líder de la Minoría, el Sublíder de la Minoría, el Jefe de la Mayoría, el Subjefe de la Mayoría, el Jefe de la Minoría y el Subjefe de la Minoría. Además, hay 63 Comités Permanentes en el Senado presididos por Presidentes de Comités.

## Composición
El Senado está compuesto por 109 senadores. Los 36 estados de Nigeria están divididos en 3 distritos senatoriales cada uno, y cada distrito elige a un senador utilizando el sistema electoral de mayoría simple. El Territorio Federal de la Capital elige solo un senador en general, también utilizando el sistema de mayoría simple.
Los senadores sirven un mandato de cuatro años. No hay límites de mandato y los senadores pueden permanecer en la cámara siempre y cuando sean reelegidos en las elecciones generales.
El partido mayoritario es aquel que tiene la mayoría de los escaños, ya sea por sí solo o como partido principal de una coalición o caucus. Si dos o más partidos están empatados, la afiliación del Presidente del Senado determina qué partido se convierte en el partido mayoritario. El segundo partido más grande es el partido minoritario.

### Delegaciones estatales
- Abia
- Adamawa
- Akwa Ibom
- Anambra
- Bauchi
- Bayelsa
- Benue
- Borno
- Cross River
- Delta
- Ebonyi
- Edo
- Ekiti
- Enugu
- Gombe
- Imo
- Jigawa
- Kaduna
- Kano
- Katsina
- Kebbi
- Kogi
- Kwara
- Lagos
- Nasarawa
- Niger
- Ogun
- Ondo
- Osun
- Oyo
- Plateau
- Rivers
- Sokoto
- Taraba
- Yobe
- Zamfara
- FCT

## Funciones del Senado

### Legislación
Los proyectos de ley pueden presentarse en cualquiera de las dos cámaras de la Asamblea Nacional.

### Controles y equilibrios
La Constitución establece varias funciones exclusivas para el Senado que conforman su capacidad para "controlar y equilibrar" otros elementos del Gobierno Federal de Nigeria, entre las que se incluyen el requisito de que el Senado puede asesorar y debe dar su consentimiento a algunos de los nombramientos gubernamentales del Presidente; también el Senado debe dar su consentimiento a todos los tratados con gobiernos extranjeros y juzga todos los juicios políticos.